# 700 000 (documentaire)
Pour les articles homonymes, voir 700000 (homonymie).
Pour plus de détails, voir Fiche technique et Distribution.
700 000 est un web-documentaire interactif consacré aux recherches archéologiques qui exhument les soldats disparus de la Grande Guerre, dont le nombre est estimé à 700 000. Il est réalisé par Olivier Lassu et Maxime Chillemi, et a d'abord été produit par Drôle de Trame et Narratio films, en coproduction avec l'Inrap, Universcience et Pictanovo, avec la participation de TV5Monde et RMC Découverte, avec le soutien du CNC, de la fondation Carac, de la DMPA, en partenariat avec France Inter. Il a reçu le label Mission Centenaire. 

## Estimation
L'estimation du nombre de corps qui n’ont jamais été récupérés, parmi les dix millions de victimes de cette guerre, a été effectuée par les archéologues en se fondant sur les statistiques les plus sûres, celles du Commonwealth dans la mesure où celui-ci érige une sépulture individuelle aux soldats ; il est ainsi possible de calculer la différence entre le nombre de soldats engagés et le nombre de sépultures. Le chiffre de 700 000 est extrapolé aux autres nations engagées dans le conflit.

## Séquences
Le film accompagne les archéologues sur cinq sites, à savoir, Roclincourt, Saint-Laurent-Blangy, Massiges, Boult-sur-Suippe et dans une carrière de l’Aisne : 
- « Le cimetière perdu » de Boult-sur-Suippe, au sud de Reims, où des fouilles ont permis d’identifier l'artilleur allemand August Seelemeyer, mort dans la Marne après seulement six jours de combat, à l’âge de 19 ans[8], parmi des centaines de tombes allemandes découvertes[9].

- Dans une carrière de l’Aisne, une inscription gravée sur une paroi a été découverte : « ici gît le sergent Smith – ainsi que 3 artilleurs – 1914 ». Les archéologues parviennent à retrouver le passé du soldat Charles Lightfoot et de sa famille[10].

- En 2001 à Saint-Laurent-Blangy, vingt soldats britanniques sont apparus bras dessus, bras dessous, en première ligne, inhumés probablement par leurs copains : les hommes de ce régiment se surnommaient « les potes de Grimsby », en référence à leur petit port anglais d’origine[11].

- à Roclincourt, Pierre Grenier disparaît lors de la troisième bataille d’Artois, le 25 septembre 1915 : il a été enseveli avec ses effets personnels et son équipement.

- le site de la Main de Massiges, dans la vallée de l’Aisne (Marne) : une fouille préventive a permis aux archéologues de mettre au jour cinq corps de soldats allemands. Grâce aux vestiges retrouvés, ils ont pu les identifier en partie : il s’agit des soldats du 88e régiment d’infanterie de réserve allemand[1].

Une carte située en haut à droite de l’écran permet de naviguer entre les différents sites de recherches. En dehors de ces zones de fouilles, de petites icônes de caméra permettent d’aborder des thèmes plus généraux comme les rituels d’inhumation pendant la Grande Guerre, les recherches des archéologues ou encore la peur des historiens de voir cette période de l’histoire tombée dans l’oubli.

## Accueil critique
Le web-documentaire a fait partie de la sélection scientifique de la semaine du blog Le passeur de sciences.
Et le webprogramfestival l'a sélectionné pour sa 7e édition en mars 2016 à Paris.
En avril 2016, le film a été présenté lors du troisième Forum Club Innovation et Culture (CLIC) Nord le 19 avril 2016 au Palais des Beaux-Arts de Lille.